# Judo-Europameisterschaften der Männer 1969
Die Judo-Europameisterschaften 1969 der Männer fanden vom 15. bis zum 18. Mai in Ostende statt. 15 Jahre zuvor hatten bereits die dritten Europameisterschaften in Brüssel und damit ebenfalls in Belgien stattgefunden.
Das Team des Gastgeberlandes gewann eine Bronzemedaille. Kein Europameister des Vorjahres konnte seinen Titel erfolgreich verteidigen.

## Ergebnisse
| Gewichtsklasse                | Gold               | Silber               | Bronze                                |
| ----------------------------- | ------------------ | -------------------- | ------------------------------------- |
| Leichtgewicht (bis 63 kg)     | Serge Feist        | Dieter Scholz        | Jean-Jacques Mounier Stanko Topolčnik |
| Halbmittelgewicht (bis 70 kg) | Dawid Rudman       | Antoni Zajkowski     | Czesław Kur Patrick Vial              |
| Mittelgewicht (bis 80 kg)     | Anatoli Bondarenko | Otto Smirat          | Martin Poglajen Jan Snijders          |
| Halbschwergewicht (bis 93 kg) | Peter Snijders     | Wladimir Pokatajew   | Pierre Guichard Martin Segers         |
| Schwergewicht (über 93 kg)    | Willem Ruska       | Giwi Onaschwili      | Witali Kusnezow Erich Butka           |
| Offene Klasse                 | Willem Ruska       | Ansor Kibrozaschwili | Dirk Eveleens Wladimir Saunin         |

## Medaillenspiegel
| Rang | Land                            | Gold | Silber | Bronze | Gesamt |
| ---- | ------------------------------- | ---- | ------ | ------ | ------ |
| 1    | Niederlande                     | 3    | –      | 3      | 6      |
| 2    | Sowjetunion                     | 2    | 3      | 2      | 7      |
| 3    | Frankreich                      | 1    | –      | 3      | 4      |
| 4    | Deutsche Demokratische Republik | –    | 2      | –      | 2      |
| 5    | Polen                           | –    | 1      | 1      | 2      |
| 6    | Belgien                         | –    | –      | 1      | 1      |
| 6    | Österreich                      | –    | –      | 1      | 1      |
| 6    | Jugoslawien                     | –    | -      | 1      | 1      |
|      | Total                           | 6    | 6      | 12     | 24     |